# پلیس سیاسی (ایران)
پلیس سیاسی، اولین سرویس امنیتی مدرن و سازمان یافته و دارای مناسبات بروکراتیک در ایران مدرن بود که پس از کودتای ۳ اسفند ۱۲۹۹ و روی کار آمدن پهلوی اول شکل گرفت.